# Ð
Ð (gemenform: ð), (eð, edh, eth, edd), är en bokstav i bland annat färöiska, isländska, älvdalska, i äldre anglo-saxiska och nordiska alfabeten samt i det Internationella fonetiska alfabetet (IPA).
I IPA samt i de flesta språk där den förekommer uttalas bokstaven som [ð], en tonande dental frikativa med stämbandston; uttalet kan jämföras med th- i engelskans this. I färöiska uttalas den normalt inte alls. Mellan vokaler kan den dock uttalas som /j/ eller /v/, beroende på vilka de omgivande vokalerna är.
Bokstaven liknar till utseendet Đ/đ som används i nordsamiska, kroatiska och vietnamesiska, och Ɖ/ɖ som används i vissa afrikanska språk, men det är inte samma bokstäver.

## Datoranvändning
I Windows med svenskt tangentbord kan ð åstadkommas genom att alt nedhålls samtidigt som sifferkombinationen 0240 slås på siffertangenterna till höger. Ð åstadkoms på motsvarande sätt med sifferkombinationen 0208. Båda bokstäverna kan i Linux normalt åstadkommas med alt-gr+d för ð, respektive alt-gr+shift+D för Ð. I Unicode används koderna U+00D0 för Ð och U+00F0 för ð.